# Oedignatha bicolor
Oedignatha bicolor es una especie de araña del género Oedignatha, endémica de Sri Lanka.